# Hajmáskér
Hajmáskér è un comune dell'Ungheria di 2.904 abitanti (dati 2001). È situato nella contea di Veszprém.